# Rudolf Amann (Politiker)
Rudolf Amann (* 9. Februar 1902 in Vaduz; † 20. April 1960) war ein liechtensteinischer Wirt und Politiker (VU).

## Biografie
Rudolf Amann war eines der sieben Kinder von Franz Amann und dessen Frau Elisa (geborene Burtscher) und wuchs mit einem Bruder und fünf Schwestern, unter anderem der späteren Mundartdichterin Ida Ospelt-Amann, auf. 1930 heiratete er Marie Kessler. Aus der Ehe gingen vier Kinder hervor. Amann war Bürger der Gemeinde Vaduz und als Landwirt tätig. Ab 1945 wurde er Wirt in der Gaststätte Linde.
Amann war von 1930 bis 1937 Mitglied im Verwaltungsrat des Landeswerks Lawena. Von 1937 bis 1947 war er Vizepräsident des Verwaltungsrats. Des Weiteren gehörte er von 1933 bis 1942 dem Gemeinderat von Vaduz an und war von 1939 bis 1945 für die Vaterländische Union stellvertretender Abgeordneter im Landtag des Fürstentums Liechtenstein.